# Julián Rodríguez Marcos
Julián Rodríguez Marcos (Coria, provincia de Cáceres, 22 de agosto de 1968 - Segovia, 29 de junio de 2019) fue escritor, galerista y director literario de la editorial Periférica.

## Biografía
Julián Rodríguez Marcos nació en Coria, provincia de Cáceres, en 1968. A principios de la década de 1990 editó y dirigió la revista de arte y estética «Sub rosa» y en Cáceres creó en 2010 la galería de arte «Casa sin fin». En 2011 abrió una sucursal de esta galería en Madrid, salas que cerró en 2018 por problemas de salud. Rodríguez era hermano del poeta y periodista Javier Rodríguez Marcos. Falleció en Segovia de un ataque al corazón el 28 de junio de 2019.

## Editorial Periférica
En 2006 fundó en Cáceres la Editorial Periférica, junto con Paca Flores, de la que fue director literario hasta su muerte, en 2019. Durante 13 años orientó el sello editorial hacia autores y obras nunca antes publicados en España.

## Obras
Como escritor, Rodríguez Marcos publicó un primer poemario en 2000 titulado «Nevada». En 2001 publicó la novela «Lo improbable», centrada en una historia de amor. En 2002 salió el volumen «La sombra y la penumbra», tres novelas cortas de ambiente urbano. En 2004 apareció «Unas vacaciones baratas en la miseria de los demás», que obtuvo el premio Nuevo Talento FNAC. En 2008 salió a la luz «Cultivos», ejercicio de memoria en el que se notan sus orígenes como hijo de campesinos extremeños , y su proceso de formación y aprendizaje con múltiples autores y viajes. También fue galardonado con el premio El Ojo Crítico de Narrativa en 2006 por su novela «Ninguna necesidad». En 2007, «Lo improbable», «La sombra y la penumbra» y «Ninguna necesidad» fueron reeditadas conjuntamente en el volumen «Lo improbable y otras novelas».